# Georg Kerschensteiner
Georg Kerschensteiner (1854-1932) est un pédagogue allemand. Disciple de Dewey, il est à l'origine des écoles du travail.
Il est fondateur d’une pédagogie mettant en valeur l’intelligence pratique, luttant contre l’intellectualisme prôné par Herbart. Il est aussi fondateur d’une pédagogie orientée vers le travail et la réussite professionnelle.
Il créa les écoles du travail, voyant dans l’exercice d’une activité la base du développement de l’intelligence pratique. La pédagogie doit permettre qu’un savoir devienne une compétence, seul signe d’une acquisition réelle de ce savoir. Il refuse par là l’opposition entre formation générale et formation professionnelle. L’intelligence ne peut être qu’intelligence qui sait mettre en pratique, sinon elle n’est qu’intellectualisme inutile.

## Biographie

### Enfance
Les parents de Kerschensteiner étaient un couple de commerçants appauvris, Anton et Katharina Kerschensteiner. Dès l'âge de six ans, il a fréquenté l'école paroissiale du Saint-Esprit à Munich. Il fut arrêté à l'âge de huit ans pour vol en bande. En 1866, à l'âge de douze ans, il suivit l'école préparatoire et l'école normale royale, puis, de 1871 à 1873, il travailla comme aide-école de village à Forstinning et Lechhausen. En 1874, Kerschensteiner quitta l'enseignement à sa demande et prit des cours privés, fréquenta les deux dernières classes d'un lycée et gagna sa vie en enseignant la musique. De 1877 à 1880, il étudia les mathématiques et la physique à l'école supérieure technique de Munich, puis de 1880 à 1883 à l'université Ludwig-Maximilian, où il obtint son doctorat sous la direction de Philipp Ludwig von Seidel. Le sujet de sa thèse était : Über die Kriterien für die Singularitäten rationaler Kurven vierter Ordnung.

### Activité d'enseignant
Depuis 1883, Kerschensteiner était assistant de lycée pour les mathématiques et la physique au Melanchthon-Gymnasium de Nuremberg.
À partir de 1885, il enseigne les mathématiques à l'école de commerce de la ville.
En 1890, il devient professeur de lycée pour les mathématiques et la physique au Gustav-Adolf-Gymnasium de Schweinfurt et à partir de 1893 au Ludwigsgymnasium de Munich. En 1895, il a été élu conseiller scolaire de Munich. Dans cette fonction, il a dirigé en tant que président le curatorium pour la création de l'école supérieure de commerce de Munich en 1910. En 1918, il a démissionné de son poste de conseiller scolaire et est devenu professeur honoraire à Munich.

### Réformateur scolaire et théoricien de l'éducation

#### Philosophie pédagogique
Son élection au conseil scolaire de la ville de Munich en 1895 l'orienta vers la réforme du programme de l'école primaire avec, par exemple, la création d'une huitième année d'école obligatoire suivie en 1900 de la création de l'enseignement du travail et des écoles de travail, précurseurs des écoles professionnelles actuelles. Peu après, les écoles de travail furent équipées d'ateliers et de jardins scolaires. La pédagogie du travail s'est établie comme terme pour désigner le principe d'enseignement repris aujourd'hui en tant qu'orientation vers l'action.

#### Concernant l'éducation religieuse
Kerschensteiner fut l'un des premiers pédagogues reconnus à relativiser l'importance de la religiosité. Il faut "la considérer davantage comme un moyen d'éducation que comme un objectif éducatif". Il gardait ses distances par rapport à l'Église.

#### Fondation de l'école professionnelle
Il a exposé ses idées fondamentales en 1901 dans "Die staatsbürgerliche Erziehung der deutschen Jugend (L'éducation civique de la jeunesse allemande)", qui lui a valu le premier prix d'un concours organisé par l'Académie d'Erfurt : "Avec quoi notre jeunesse masculine doit-elle être éduquée de la manière la plus appropriée pour la société civile, depuis sa sortie de l'école primaire jusqu'à son entrée au service militaire ? "Une nouvelle école professionnelle devait préserver la jeunesse de l'abandon moral dans la rue et contribuer à l'ennoblissement de l'ensemble de l'État grâce à l'enseignement de la formation professionnelle et à une "instruction civique" comprenant une éducation civique politique et sanitaire ainsi que de la gymnastique et des randonnées. L'exigence d'une éducation politique pour tous était nouvelle. Les objectifs éducatifs plutôt conservateurs étaient l'assiduité au travail et l'obéissance inconditionnelle. Pour Kerschensteiner, cet "acte fondateur" de l'école de perfectionnement (ou plus tard de l'école professionnelle) représentait une contribution à la résolution de la question sociale. À Munich, il transforma le système scolaire et fit de nombreux émules en Allemagne et à l'étranger.

#### Prix et ouvrages
Depuis 1918, il enseignait en tant que professeur honoraire de pédagogie à l'université de Munich et reçut, dans sa vieillesse, de nombreux honneurs et appels de l'Allemagne et de l'étranger. En 1920, il participa à la conférence sur l'école du Reich et y fut l'adversaire de Hugo Gaudig notamment dans la querelle sur l'orientation correcte de la pédagogie du travail. La même année, il devint professeur ordinaire à Munich et publia en 1921 un ouvrage sur la formation des enseignants intitulé "Die Seele des Erziehers (L'âme de l'éducateur)". Suivirent encore "la Théorie de la formation" en 1926 et "la Théorie de l'organisation de l'enseignement" à titre posthume en 1933.
Kerschensteiner se distingua également comme didacticien de l'enseignement artistique et publia en 1905 Die Entwicklung der zeichnerischen Begabung nach der Analyse von rund dreiunderttausend Kinderzeichnungen.

## Pédagogie réformée et théorie de l'éducation
À l'instar de Pestalozzi et John Dewey il est essentiel, pour Kerschensteiner, d'enseigner essentiellement aux enfants davantage de volonté et de savoir-faire plutôt qu'une profusion de connaissances. En outre, il s'agit d'encourager leur observation et leur activité personnelle pendant l'enfance et la puberté plutôt que de les soumettre à un simple enseignement passif. : "L'essence de l'homme à cette époque est de travailler, de créer, d'agir, d'essayer, d'expérimenter, de vivre pour apprendre sans cesse dans le milieu de la réalité". La spontanéité et l'activité manuelle font partie du travail pédagogique.  Cette dernière a été introduite à l'école comme une matière indépendante et l'organisation de l'apprentissage dans ses premiers stades était liée aux activités ludiques. Outre l'introduction de cours de physique et de chimie adaptés aux enfants, Kerschensteiner a mis en place des ateliers de bois et de métal, des cuisines scolaires et des jardins scolaires. Selon lui, le travail pédagogique doit être à la fois manuel, pratique et intellectuel. Dans l'organisation d'une école populaire, le pédagogue préconise de combiner l'enseignement avec le travail manuel et l'activité visuelle et illustrative, en faisant largement appel aux travaux expérimentaux et de laboratoire. Le programme d'une telle école ferait appel à diverses formes d'activités pratiques de telle sorte qu'elles forment une chaîne ininterrompue, chaque exercice conduisant successivement à une autre difficulté que l'enfant serait capable de surmonter par lui-même. En tant que partisan de l'auto-évaluation des résultats scolaires, il suggère que chaque élève doit trouver lui-même son propre jugement. Son objectif est l'éducation qu'il considère à la fois comme une formation du caractère et une éducation à la citoyenneté. Elle peut également être réalisée, selon lui, par l'éducation professionnelle.
Il a soulevé la question du travail spirituel indépendant, pour lequel il est nécessaire de réduire le matériel pédagogique et d'intensifier les bibliothèques où les élèves étudient de manière autonome.
En Allemagne, dans les premières années du vingtième siècle, les écoles expérimentales conçues par Kerschensteiner de type "ouvrières" se sont répandues à Munich.

## Titres et hommages
- En 1918, il reçut le titre de docteur honoris causa de l'École supérieure technique de Munich et, en 1928, de l'École supérieure technique de Dresde[9].
- En 1921, Kerschensteiner devint membre du conseil d'administration du Deutsches Museum. Son approche d'un travail de médiation orienté vers le visiteur, avec de nombreux modèles (fonctionnels), peut être considérée comme un précurseur de la pédagogie muséale moderne. L'institut de recherche qui organise des séminaires spécialisés et des formations continues au Deutsches Museum s'appelle le Kerschensteiner-Kolleg en son honneur.
- La Société allemande de physique décerne chaque année un prix Georg Kerschensteiner à des professeurs de physique exceptionnels.
- Munich décerne depuis 1995 la médaille Kerschensteiner à des personnalités qui se sont particulièrement distinguées dans le domaine de la pédagogie.
- En 1956, la Kerschensteinergasse à Vienne a été nommée en son honneur.
- Plusieurs rues portent son nom, comme à Aschaffenburg, Bebra, Berlin, Brême-Vegesack, Germering, Hambourg-Harburg, Leverkusen, Lübeck, Mayence, Munich, Rinteln, Oldenburg (Oldb) (où se trouve l'école Cäcilien, où Pestalozzi enseigna le dessin, les mathématiques et les sciences naturelles en 1839), Soltau, Troisdorf ou Weilheim.
- Plusieurs écoles, principalement professionnelles, portent le nom de Kerschensteiner.

## Œuvres de Kerschensteiner
- L'éducation civique de la jeunesse allemande. 1901 (10e édition, plusieurs fois modifiée, jusqu'en 1931).
- Questions fondamentales de l'organisation scolaire. 1907.
- Notion d'école de travail. 1912 ; Wissenschaftliche Buchgesellschaft, Darmstadt 2002,  (ISBN 3-534-15195-X) - Traduction anglaise : The Idea of the Industrial School, 1913. La dixième édition a été publiée en 1953, XVI-188 p.
- Concept de caractère et éducation du caractère. 1912
- Nature et valeur de l'enseignement des sciences naturelles, 1914
- L'école primaire. In : Handbuch der Politik, Berlin/Leipzig, 1914
- L'axiome fondamental du processus éducatif et ses conséquences pour l'organisation scolaire. 1917 ; Dieck, Heinsberg 1999,  (ISBN 3-88852-406-7)
- Le droit de l'Allemagne. Maison d'édition Carl Gerber, Munich 1919
- L'âme de l'éducateur et le problème de la formation des enseignants. 1921. (4e édition 1949. numérisé)
- Autorité et liberté comme principes d'éducation (= Entschiedene Schulreform Heft 28). Éditions Ernst Oldenburg, Leipzig 1924.
- Pädagogik der Gegenwart in Selbstdarstellung (Pédagogie contemporaine en auto-présentation), 1. 1926
- Theorie der Bildung (Théorie de l'éducation), Leipzig, 1926, XII-516 p.
- Textes sur la notion pédagogique de travail et sur l'école du travail. Schöningh, Paderborn 1982,  (ISBN 3-506-78327-0).

## Études sur Kerschensteiner
- Huguenin, Éducation et culture d'après Kerschensteiner, Flammarion, 1933.
- Jean Château (dir.), Les grands pédagogues, PUF, 1956, p. 245-260 (par R. Savioz).
- Bertrand, Elie, L'œuvre scolaire du Dr Kerschensteiner à Munich, Paris, H. Dunod et E. Pinat, 1914, 147 p. (lire en ligne)
- Gabriele Fernau-Kerschensteiner : Georg Kerschensteiner ou la révolution de l'éducation. Steinebach, Munich et Düsseldorf, 1954.
- Philipp Gonon : Kerschensteiner et l'éducation. In : T. Husen, T. N. Postlethwaite (éd.) : The international Encyclopedia of Education. 2e édition, Pergamon, Oxford 1994, volume 6, p. 3133-3138.
- Johannes Jung : Georg Kerschensteiner (1854-1932) et le mouvement des écoles du travail. Dans : Astrid Kaiser, Detlef Pech (éd.) : Geschichte und historische Konzeptionen des Sachunterrichts. Schneider-Verlag Hohengehren, Baltmannsweiler 2004,  (ISBN 3-89676-860-3), p. 102-105.
- Marie Kerschensteiner : Georg Kerschensteiner. Le parcours d'un réformateur scolaire. Oldenbourg, Munich/Berlin 1939 ; 3e édition élargie, ibid. 1954.
- Michael Knoll : Dewey versus Kerschensteiner. La querelle autour de l'introduction de l'école de perfectionnement aux États-Unis, 1910-1917. in : Pädagogische Rundschau. Volume 47, 1993, p. 131-145.
- Michael Knoll : "Two Roads to Culture". John Dewey et Georg Kerschensteiner dans la querelle sur la formation professionnelle et générale. Dans : Franz-Michael Konrad, Michael Knoll (éd.) : John Dewey als Pädagoge. Éducation - École - Enseignement. Klinkhardt, Bad Heilbrunn 2018, p. 271-291.
- Susanne May, Elisabeth Tworek, Willibald Karl (éd.) : München machte Schule. Georg Kerschensteiner. Symposium  à l'occasion du 150e anniversaire du pédagogue réformateur munichois. Documentation de l'université populaire de Munich. Allitera-Verlag, Munich 2005,  (ISBN 3-86520-097-4) (extrait de lecture en PDF).
- Christine Mayer : "... et que l'éducation civique de la jeune fille coïncide avec l'éducation de la femme" - le concept de Kerschensteiner pour une éducation des jeunes filles. Dans : Zeitschrift für Pädagogik. Volume 38, 1992, no 5, p. 771-791, urn:nbn:de:0111-pedocs-139782.
- Ingo Nickel : De Kerschensteiner à l'atelier d'apprentissage. Théorie et pratique d'une orientation professionnelle globale. Avec des exemples de modèles. Schneider-Verlag Hohengehren, Baltmannsweiler 2005,  (ISBN 3-89676-981-2).
- Gerhard Wehle (de) : Pratique et théorie dans l'œuvre de Georg Kerschensteiner. Beltz, Weinheim 1956, 2/1964.
- Gerhard Wehle : Bibliographie Georg Kerschensteiner. Écrits, discours et manuscrits posthumes parus dans la presse. Westdeutscher Verlag, Opladen 1987,  (ISBN 3-531-03213-5).
- Theodor Wilhelm : La pédagogie de Kerschensteiner. Héritage et fatalité. Metzler, Stuttgart 1957.
- Jörg Willer (de) : Georg Kerschensteiner et la discussion contemporaine sur les objectifs d'apprentissage. Dans : Reinhard Dithmar, Jörg Willer (éd.) : Schule zwischen Kaiserreich und Faschismus. Darmstadt 1981, p. 197 et suivantes.
- (de) Ludwig Englert (de), « Kerschensteiner, Georg », dans Neue Deutsche Biographie (NDB), vol. 11, Berlin, Duncker & Humblot, 1977, p. 534–536 (original numérisé).
- Ulrich Hemel (de) : Kerschensteiner, Georg. Dans : Biographisch-Bibliographisches Kirchenlexikon (BBKL). Volume 3, Bautz, Herzberg 1992,  (ISBN 3-88309-035-2), Sp. 1407-1412.

### En général
- Ressource relative à la recherche :   - Mathematics Genealogy Project
- Notices dans des dictionnaires ou encyclopédies généralistes :   - Britannica
  - Brockhaus
  - Den Store Danske Encyklopædi
  - Deutsche Biographie
  - Hrvatska Enciklopedija
  - Internetowa encyklopedia PWN
  - Nationalencyklopedin
  - Proleksis enciklopedija
  - Store norske leksikon
  - Treccani
  - Visuotinė lietuvių enciklopedija
- Notices d'autorité :   - VIAF
  - ISNI
  - BnF (données)
  - IdRef
  - LCCN
  - GND
  - Italie
  - Japon
  - CiNii
  - Espagne
  - Belgique
  - Pays-Bas
  - Pologne
  - Israël
  - NUKAT
  - Catalogne
  - Australie
  - Norvège

### Ressources spécifiques
- Littérature de et sur Georg Kerschensteiner dans le catalogue de la Bibliothèque nationale d'Allemagne.
- Œuvres de et sur Georg Kerschensteiner dans la bibliothèque numérique allemande.
- Georg Kerschensteiner dans la base de données des députés du Reichstag.
- Georg Kerschensteiner Dans : Zeitzeichen, WDR du 29 juillet 2019.
- Biographie de Georg Kerschensteiner. Dans : Heinrich Best : Datenbank der Abgeordneten der Reichstage des Kaiserreichs 1867/71 bis 1918 (Biorab - Kaiserreich).
- Articles de presse sur Georg Kerschensteiner dans les archives historiques de la presse ZBW.
- Kerschensteiner en Amérique. Une bibliographie 1905-1939 (traductions, recensions, articles de presse, etc.).
- Biographie sur le site de l'école d'archivage de Marburg.
- Colloque à l'occasion du 150e anniversaire de Georg Kerschensteiner, semestre d'hiver 2004/2005 à la LMU de Munich Quatre conférences au format Quicktime, en partie avec affichage simultané de la présentation Powerpoint.
- Nécrologie, Vossische Zeitung. 15 janvier 1932.